# Macondo
Macondo es un pueblo ficticio en el que se desarrollan las novelas Cien años de soledad, Los funerales de la Mamá Grande, La hojarasca, La mala hora y Monólogo de Isabel viendo llover en Macondo del escritor colombiano Gabriel García Márquez. 
En 2005, por iniciativa local, se propuso renombrar a Aracataca, pueblo natal de García Márquez, como Macondo con el fin de reactivar la economía de la población, sumida en tal pobreza que se ha declarado en quiebra. Sin embargo, un referéndum realizado en Aracataca mostró escaso interés por parte de sus habitantes y la medida no fue aprobada. En 2006, Macondo fue nominado como símbolo cultural de Colombia en el concurso organizado por la revista Semana con el apoyo de Caracol TV, el Ministerio de Cultura y Colombia es pasión.
En 2024, Netflix recreó el ficticio pueblo de Macondo para su serie de televisión Cien años de soledad cerca a Alvarado (Tolima).

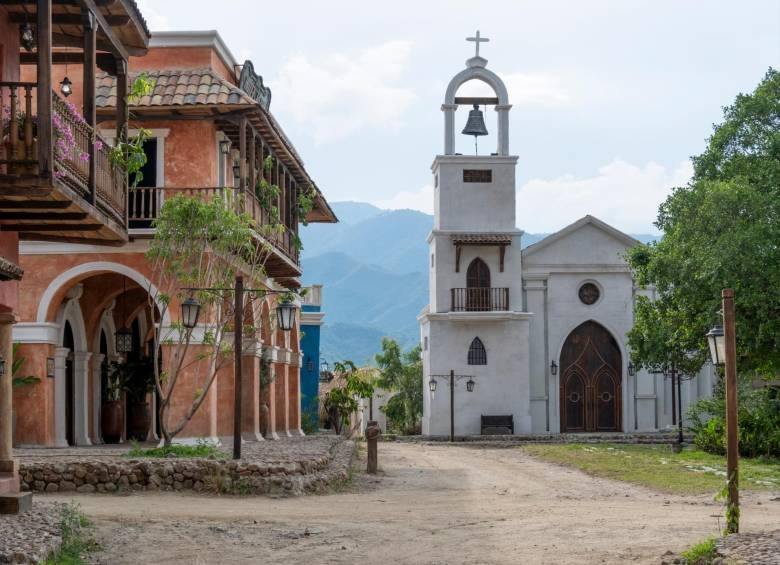
Recreación del ficticio pueblo de Macondo en zona rural de Alvarado (Tolima) por parte de Netflix.

## Toponimia
Según García Márquez, el término Macondo procede del griego, acercándose al latín. En su libro Gabriel García Márquez: El viaje a la semilla, la biografía, Dasso Saldívar da hasta cuatro versiones del origen de la palabra macondo (págs. 115-117):
- La primera, y al parecer la más importante, señala que Macondo era el nombre de la hacienda Nuestra Señora del Espíritu Santo de Aracataca, propiedad de Manuel Dávila García, ubicada sobre el río Sevilla, cerca del pueblo homónimo.
- Del mismo modo, se señala que Macondo, y al parecer este sería el origen de la palabra en tierras americanas, es un fitónimo de origen bantú para plátano. Macondo provendría de makonde, que es el plural de likonde, voz con la que se designa al fruto prenominado en la milenaria lengua centroafricana y que literalmente significa ‘alimento del diablo’.
  - Sin embargo, en la región del Caribe colombiana este nombre pasó con el tiempo a designar a un tipo de árbol (Cavanillesia platanifolia), de madera muy apreciada en la región y que fue sometido a sobreexplotación, habiéndosele confinado en la Sierra Nevada de Santa Marta para comienzos del siglo XX. Al respecto, el nombre de la hacienda de la United Fruit se debió a la presencia de dos famosos ejemplares de este árbol en dicha finca.
- Asimismo, se afirma que existía un poblado en el municipio de Pivijay con el nombre Macondo. Saldívar no es claro al respecto de señalar si existe una relación entre la hacienda de ese nombre y el pueblo que se formó en Pivijay, pero deja entrever que existe una relación de proximidad física entre poblado y finca, lo que podría insinuar una traslación del nombre del uno para la otra; ya que afirma que el asentamiento humano es anterior a la hacienda (pág. 116).
- Finalmente, Macondo es el nombre de un juego de azar común en las fiestas de la región. Se lo describe como una suerte de bingo que se jugaba con un trompo o pirinola que llevaba grabadas seis figuras en sus costados, una de ellas, y con la que se vencía en el juego, era justamente el grabado de un árbol macondo, de ahí el origen del nombre del juego.

La más acertada podría referirse a la descrita por el mismo Gabriel García Márquez en su autobiografía Vivir para contarla (2002) señala que «Macondo» era el nombre de una finca bananera cercana a Aracataca y que, sin tener certeza de su origen, le llamó la atención desde niño, pero solo de adulto descubrió que era por su sonoridad poética.